# Natati La Khaiai
"Natati La Khayay" (alfabeto hebraico: נתתי לה חיי, tradução portuguesa: "Eu dei-lhe a minha vida" foi a canção que representou Israel no   Festival Eurovisão da Canção 1974, interpretada em hebraico pela banda Kaveret, também conhecida internacionalmente como   Poogy . A canção tinha letra de Danny Sanderson, Alon Oleartchik; música de Danny Sanderson e foi orquestrada por Yoni Rechter.
Como é apanágio da banda, a letra está cheia de metáforas. A canção trata (pelo menos em parte), da força do amor, como nas linhas seguintes "Se ela recusou-não há esperança".
A canção israelense foi a sexta a ser interpretada na noite do festival, a seguir à canção grega "Krasi, Thalasa Ke T' Agori Mu", interpretada por Marinella e antes da canção jugoslava "Moja generacija", interpretada pela banda Korni. No final, a canção israelita terminou em 7.º lugar (entre 17 países), tendo recebido um total de 11 pontos.  